# Integrierte Informationstheorie

Phi; Das Symbol, das in IIT für integrierte Information verwendet wird.

Die Integrierte Informationstheorie, englisch Integrated Information Theory, (IIT) schlägt ein mathematisches Modell für das Bewusstsein eines Systems vor. Sie umfasst ein Rahmenwerk, das erklären soll, warum bestimmte physikalische Systeme (wie etwa das menschliche Gehirn) bewusst sind,. IIT versucht zu erklären, ob ein physikalisches System bewusst ist, in welchem Ausmaß und welche konkrete Erfahrung es hat – also warum es sich in bestimmten Zuständen auf eine bestimmte Weise anfühlt (z. B. warum unser Gesichtsfeld als ausgedehnt erscheint, wenn wir in den Nachthimmel blicken), und was nötig wäre, damit andere physikalische Systeme bewusst sein könnten (Sind andere Tiere bewusst? Könnte das ganze Universum bewusst sein?).
In IIT wird angenommen, dass das Bewusstsein eines Systems (wie es sich subjektiv anfühlt) mit seinen kausalen Eigenschaften (wie es objektiv ist) identisch ist. Daher sollte es möglich sein, das bewusste Erleben eines physikalischen Systems zu erklären, indem man seine vollständigen kausalen Wirkkräfte berechnet (entfaltet).
IIT wurde 2004 vom Neurowissenschaftler Giulio Tononi vorgeschlagen. Trotz großen Interesses ist IIT umstritten und wurde vielfach kritisiert – unter anderem mit dem Vorwurf, sie sei eine nicht falsifizierbare Pseudowissenschaft.
Die Theorie fand praktische Anwendung in der Entwicklung des Perturbational Complexity Index (PCI) – einer Messung, die in der klinischen Neurologie verwendet wird, um das Bewusstseinsniveau von Patienten zu bestimmen. Dabei wird anhand von TMS-EEG-Aufzeichnungen die Fähigkeit des Gehirns zur integrierten Information quantifiziert.

## Übersicht

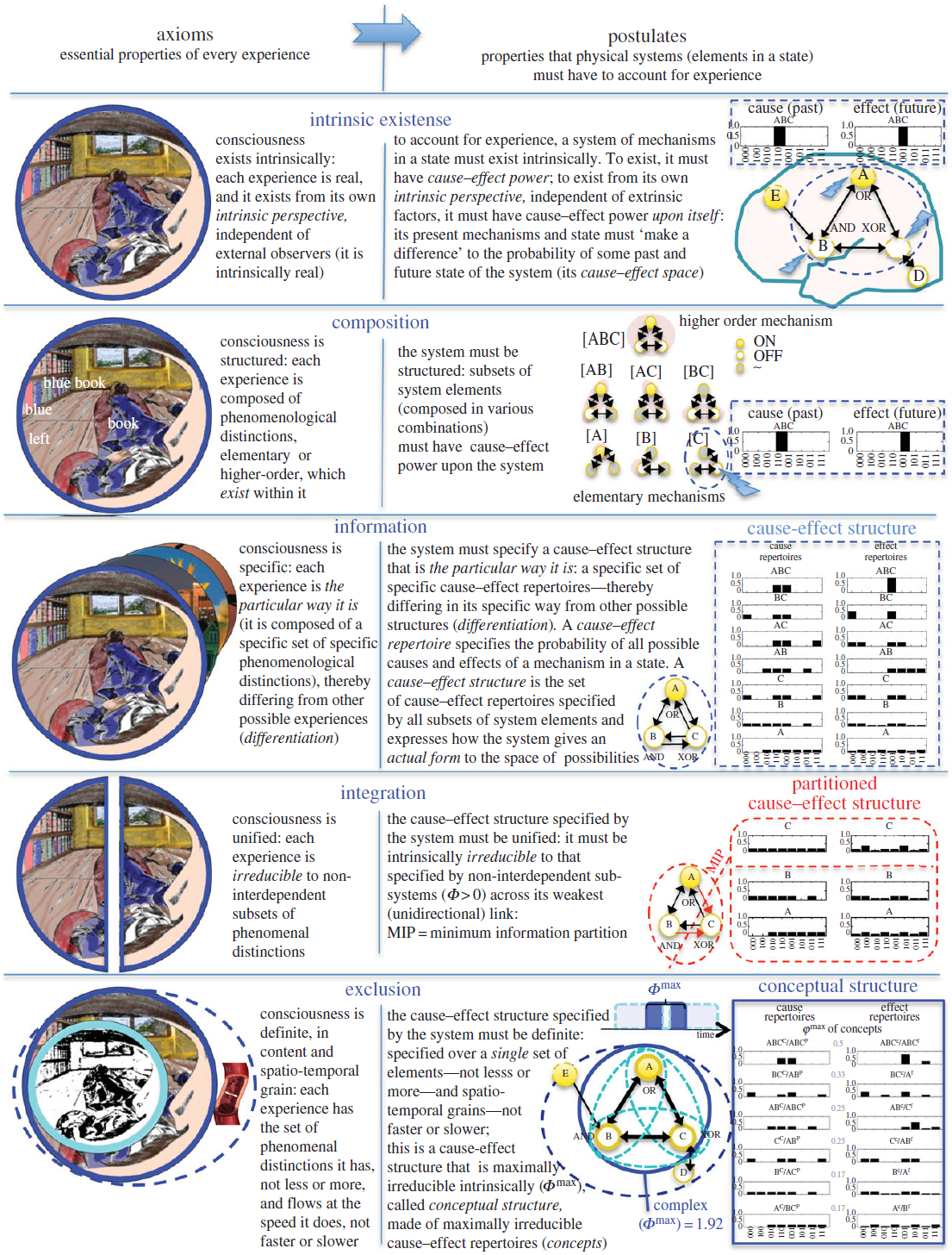
Detaillierte Beschreibung der Axiome und Postulate der Integrated Information Theory (IIT) von Giulio Tononi und Christof Koch.

### Beziehung zum „harten Problem des Bewusstseins“
Der australische Philosoph David Chalmers hat argumentiert, dass jeder Versuch, Bewusstsein rein physikalisch zu erklären – also bei den derzeit formulierten Naturgesetzen anzusetzen und daraus die notwendige und unvermeidliche Existenz von Bewusstsein abzuleiten – letztlich auf das sogenannte „harte Problem“ stößt.
Aber anstatt von physikalischen Prinzipien auszugehen um beim Bewusstsein anzukommen, beginnt IIT mit dem Bewusstsein: Sie nimmt die Existenz unseres eigenen Bewusstseins als gesichert an und erschließt die Eigenschaften, die ein hypothetisches physikalisches Substrat besitzen müsste, um dieses bewusste Erleben zu ermöglichen.
Die Fähigkeit, diesen Schluss von der Phänomenologie zur Mechanik zu machen, beruht auf der zentralen Annahme der IIT: Wenn sich die formalen Eigenschaften einer bewussten Erfahrung vollständig durch ein zugrunde liegendes physikalisches System erklären lassen, dann müssen auch die Eigenschaften des physikalischen Systems durch die Eigenschaften der Erfahrung erklärt sein. 
Welche Bedingungen ein physikalisches System erfüllen muss, damit Bewusstsein entstehen kann, ist ein offenes Forschungsfeld. Es ist möglich, dass Bewusstsein auf einem Kontinuum existiert, wie Studien mit Split-Brain-Patiente und mit wachen Patienten mit stark reduzierter Hirnmasse nahelegen.
IIT zielt darauf ab zu erklären, welche physikalischen Systeme bewusst sind, in welchem Ausmaß und in welcher Weise. Die Theorie setzt bei der phänomenologischen Gewissheit an, dass bewusstes Erleben existiert, und leitet daraus notwendige physikalische Postulate ab, die jedes bewusste Substrat erfüllen muss. Konkret geht IIT den Weg von der Phänomenologie zum physikalischen Mechanismus, indem sie versucht, die grundlegenden Eigenschaften bewusster Erfahrung zu identifizieren (als „Axiome“ bezeichnet) und daraus die grundlegenden Eigenschaften physikalischer Systeme abzuleiten, die zu Bewusstsein führen (diese werden „Postulate“ genannt).

### Ontologische Grundannahmen
IIT basiert auf:
Realismus – Die Welt existiert unabhängig von unserem bewusstem Erleben.
Operationaler Physikalismus – Physikalische Existenz ist charakterisiert durch die Fähigkeit, Unterschiede zu machen und auf Unterschiede zu reagieren (d. h. kausale Wirksamkeit zu besitzen).
Atomismus – Kausale Wirksamkeit lässt sich prinzipiell auf Wechselwirkungen zwischen minimalen Einheiten zurückführen.

### Axiome and Postulate
Vom nullten Axiom („Erfahrung existiert“) ausgehend identifiziert IIT fünf wesentliche Eigenschaften bewusster Erfahrung:
Intrinsikalität – Erfahrung existiert für sich selbst
Information – Erfahrung ist spezifisch
Integration – Erfahrung ist einheitlich
Exklusion – Erfahrung ist eindeutig
Komposition – Erfahrung ist strukturiert
Von jedem dieser Axiome wird ein physikalisches Postulat über die kausale Struktur eines Systems abgeleitet:
Das System muss intrinsische Ursache-Wirkung-Macht ausüben können.
Es muss einen spezifischen Ursachen- und Wirkungszustand festlegen (durch intrinsische Information).
Es muss dies als Ganzes, unreduzierbar tun (gemessen als kleines Phi, φ).
Nur das maximal irreduzible Substrat (der sogenannte Komplex) ist bewusst.
Seine Teilmengen müssen strukturierte Unterscheidungen und Relationen spezifizieren, die zusammen eine Φ-Struktur (das große Phi) bilden.

### Mathematische Formulierung
Ein System wird durch seine Übergangsmatrix (TPM) beschrieben, bezeichnet als {\displaystyle T_{U}=p(\mathbf {u} '\mid \mathbf {u} )}, also die Wahrscheinlichkeit, vom Zustand u in den Zustand u′ überzugehen. Auf dieser Grundlage definiert IIT:
Intrinsische Information (ii) für einen Zustand s in Bezug auf einen möglichen Ursache-/Wirkungszustand {\displaystyle {\tilde {s}}}:
{\displaystyle {\text{ii}}(s,{\tilde {s}})=p({\tilde {s}}\mid s)\log _{2}\left({\frac {p({\tilde {s}}\mid s)}{p({\tilde {s}})}}\right)}
Integrierte Information (φ) als Maß für die Unreduzierbarkeit der Ursache-Wirkungs-Struktur über die Minimalinformationszerlegung (Minimum Information Partition, MIP):
{\displaystyle \phi =\min _{\theta }\left[{\text{ii}}(s,{\tilde {s}})-{\text{ii}}_{\theta }(s,{\tilde {s}})\right]}
Komplexe sind jene Systeme (Teilmengen von Einheiten), die lokal ein Maximum an φ aufweisen. Ihre inneren Unterscheidungen und Relationen bilden die Φ-Struktur des Systems.
{\displaystyle \Phi =\sum _{\text{Unterscheidungen, Relationen}}\phi }
Φ entspricht der Menge an Bewusstsein, während die konkrete Struktur der Unterscheidungen und Relationen dessen Qualität bestimmt.

### Erklärende Identität
IIT schlägt eine erklärende Identität vor: Eine bewusste Erfahrung ist identisch mit der Ursache-Wirkungs-Struktur (Φ-Struktur), die aus einem Komplex in seinem aktuellen Zustand entfaltet wird.
Diese Identität ist keine bloße Korrelation, sondern ein Erklärungsansatz dafür, wie subjektives Erleben aus physikalischen Mechanismen hervorgeht.

## Erweiterungen
Im Jahr 2021 veröffentlichten Angus Leung und Kollegen eine direkte Anwendung des mathematischen Formalismus der IIT auf neuronale Daten. Um die mit größeren Datensätzen verbundenen rechnerischen Herausforderungen zu umgehen, konzentrierten sich die Autoren auf die Aktivität von Neuronenpopulationen bei der Fliege. Die Studie zeigte, dass sich für kleinere neuronale Datensätze {\displaystyle \Phi } problemlos berechnen lässt. Darüber hinaus bestätigte sich eine zentrale Vorhersage der IIT -  {\displaystyle \Phi } war unter Vollnarkose signifikant reduziert.
Eine erhebliche rechnerische Herausforderung bei der Berechnung integrierter Information besteht darin, die Minimalinformationszerlegung (Minimum Information Partition, MIP) eines neuronalen Systems zu finden – ein Prozess, der das Durchlaufen aller möglichen Netzwerk-Zerlegungen erfordert. Zur Lösung dieses Problems haben Daniel Toker und Friedrich T. Sommer gezeigt, dass die Spektralzerlegung der Korrelationsmatrix der Systemdynamik eine schnelle und robuste Näherung für die Minimalinformationszerlegung darstellt.

## Experimentelle Arbeiten
Obwohl der Algorithmus zur Bestimmung von {\displaystyle \Phi ^{\textrm {Max}}} und der konzeptuellen Struktur eines Systems prinzipiell relativ klar definiert ist, macht seine hohe zeitliche Komplexität ihn für viele interessante Systeme rechnerisch unpraktikabel. Heuristiken und Näherungsverfahren können grob geschätzte Werte für die integrierte Information komplexer Systeme liefern, doch präzise Berechnungen sind oft durch Computer-Ressourcen limitiert. Diese rechnerischen Hürden – in Kombination mit der ohnehin schwierigen Aufgabe, Bewusstsein unter experimentellen Bedingungen zuverlässig und genau zu erfassen – erschweren es, viele der Vorhersagen der Theorie empirisch zu testen.
Trotz dieser Herausforderungen haben Forscher versucht, empirische Maße für Informationsintegration und -differenzierung zu nutzen, um das Bewusstseinsniveau bei verschiedenen Versuchspersonen zu beurteilen. So konnte beispielsweise eine kürzlich veröffentlichte Studie mithilfe eines rechnerisch weniger aufwendigen Proxys für {\displaystyle \Phi ^{\textrm {Max}}} zuverlässig zwischen unterschiedlichen Bewusstseinszuständen unterscheiden – darunter: Wachzustand, Schlaf (mit und ohne Träumen), Narkose, Koma (vegetativer Zustand vs. minimal bewusster Zustand vs. Locked-in-Syndrom).
IIT macht zudem mehrere Vorhersagen, die gut mit bestehenden experimentellen Befunden übereinstimmen und dazu beitragen können, kontraintuitive Ergebnisse der Bewusstseinsforschung zu erklären. Als ein Beispiel: IIT kann erklären, warum bestimmte Hirnregionen – etwa das Kleinhirn – trotz ihrer Größe und/oder funktionalen Bedeutung offenbar nicht zum bewussten Erleben beitragen. Laut IIT liegt dies daran, dass solche Regionen zwar hoch organisiert und aktiv sein können, aber kaum integrierte Information (Φ) erzeugen, da ihre internen Verschaltungen weitgehend modular und unabhängig voneinander funktionieren – also wenig kausale Integration aufweisen.

## Rezeption
Die Integrated Information Theory (IIT) hat sowohl Kritik als auch Befürwortung erfahlten.

### Befürwortung
Der Neurowissenschaftler Christof Koch, der an späteren Versionen der Theorie mitgewirkt hat, bezeichnete IIT als „die einzige wirklich vielversprechende fundamentale Theorie des Bewusstseins“.
Der Neurowissenschaftler und Bewusstseinsforscher Anil Seth steht der Theorie grundsätzlich wohlwollend, aber mit Vorbehalten gegenüber. Er schrieb: „Bewusste Erfahrungen sind hochgradig informativ und immer integriert.“ und: „Etwas, das sich unmittelbar aus [IIT] ergibt, ist, dass man eine gute post hoc-Erklärung für bestimmte Dinge hat, die wir über Bewusstsein bereits wissen.“
Der Philosoph David Chalmers, bekannt für die Formulierung des harten Problems des Bewusstseins, hat Sympathie für IIT geäußert. Laut Chalmers stellt die Theorie eine Entwicklung in die richtige Richtung dar – unabhängig davon, ob sie letztlich korrekt ist.
Der Physiker Max Tegmark hat versucht, das Problem der rechnerischen Komplexität bei der Berechnung von Φ anzugehen. Er erklärte: „Das von IIT vorgeschlagene Integrationsmaß ist für große Systeme rechnerisch nicht durchführbar, da es mit dem Informationsgehalt des Systems super-exponentiell wächst.“ Daher kann Φ im Allgemeinen nur angenähert berechnet werden. Jedoch führen unterschiedliche Näherungsverfahren zu teils drastisch abweichenden Ergebnissen. Andere Arbeiten konnten zeigen, dass sich Φ in bestimmten großen Mean-Field-Neuronennetzwerken berechnen lässt – allerdings müssen dazu einige Annahmen der Theorie angepasst werden, etwa um Phasenübergänge in solchen Systemen adäquat zu erfassen.
Im Jahr 2019 kündigte die Templeton Foundation eine Förderung von über 6 Millionen US-Dollar an, um konkurrierende empirische Vorhersagen der Integrated Information Theory (IIT) und der rivalisierenden Global Neuronal Workspace Theory (GNWT) zu testen. Die Begründer beider Theorien unterzeichneten gemeinsam die experimentellen Protokolle, die Datenanalyseverfahren sowie die genauen Kriterien, anhand derer festgestellt werden sollte, ob ihre jeweilige Theorie die Ergebnisse korrekt vorhersagt.
Die ersten Ergebnisse wurden im Juni 2023 offen gelegt. Dabei zeigte sich: Keine der Vorhersagen der GNWT erfüllte die zuvor festgelegten Kriterien. Zwei von drei Vorhersagen der IIT erreichten die vereinbarte Signifikanzschwelle. Die endgültigen, begutachteten Ergebnisse wurden in der Ausgabe vom 30. April 2025 der Zeitschrift Nature veröffentlicht.
In einem begleitenden Kommentar bemerkten die Herausgeber von Nature, dass „nach der Erstveröffentlichung der Ergebnisse ein offener Brief zirkulierte, in dem IIT als Pseudowissenschaft bezeichnet wurde,“ und fügten hinzu: „eine solche Wortwahl ist unangemessen für einen Prozess, der auf den Aufbau arbeitsfähiger Beziehungen zwischen konkurrierenden Gruppen abzielt.“
In einem Kommentar in Nature Neuroscience vom März 2025 mit dem Titel „Consciousness or pseudo-consciousness? A clash of two paradigms“ listeten Befürworter der IIT 16 peer-reviewte Studien auf, die als empirische Tests der Kernannahmen der Theorie gelten. Ein ebenfalls in derselben Ausgabe erschienener Kommentar von Alex Gomez-Marin und Anil Seth mit dem Titel „A science of consciousness beyond pseudo-science and pseudo-consciousness“ argumentierte, dass IIT trotz gegenwärtiger empirischer Einschränkungen weiterhin als wissenschaftlich legitim betrachtet werden kann.

### Kritik
Der Philosoph John Searle hat die Theorie kritisiert und schrieb: „Die Theorie impliziert Panpsychismus.“ und: „Das Problem mit dem Panpsychismus ist nicht, dass er falsch ist; er erreicht nicht einmal das Niveau von Falschheit. Er ist im eigentlichen Sinne bedeutungslos, weil keine klare Vorstellung davon gegeben wurde, was die Behauptung überhaupt aussagt.“ Searles Einschätzung wurde jedoch von anderen Philosophen kritisiert, die ihm ein Missverständnis und eine Fehlinterpretation der Theorie vorwerfen – insbesondere in Anbetracht der Tatsache, dass einige Aspekte von IIT mit seinen eigenen Überzeugungen durchaus übereinstimmen könnten.
Der theoretische Informatiker Scott Aaronson hat IIT kritisiert, indem er zeigte, dass gemäß ihrer eigenen Formulierung eine inaktive Anordnung von Logikgattern, sofern sie richtig verschaltet ist, nicht nur bewusst wäre, sondern sogar „unbegrenzt bewusster als Menschen“. Giulio Tononi selbst bestätigt diese Schlussfolgerung und argumentiert, dass laut IIT sogar eine noch einfachere Anordnung inaktiver Logikgatter, wenn sie nur groß genug ist, ebenfalls bewusst wäre. Allerdings sieht Tononi darin keine Schwäche, sondern eine Stärke der Theorie. Denn genau eine solche zytoarchitektonische Organisation finde sich in großen Teilen der Großhirnrinde wieder insbesondere im hinteren Bereich des Gehirns, der laut einigen Übersichtsarbeiten als wahrscheinlichster neuroanatomisches Substrat des Bewusstseins gilt.
Der Philosoph Tim Bayne hat die axiomatischen Grundlagen der Theorie kritisiert. Er kommt zu dem Schluss, dass „die sogenannten ‚Axiome‘, auf die sich Tononi et al. berufen, nicht als echte Axiome gelten können.“
IIT als wissenschaftliche Theorie des Bewusstseins ist in der Fachliteratur mehrfach kritisiert worden. Einige Autoren argumentieren, dass sie „entweder falsch oder unwissenschaftlich“ sei – gemäß den eigenen Kriterien der Theorie. Andere Stimmen aus dem Bereich der Bewusstseinsforschung verwerfen IIT als eine Theorie, die „einen unwissenschaftlichen Sprung des Glaubens“ verlange. Zudem wurde der Theorie vorgeworfen, sie beantworte nicht einmal die grundlegenden Fragen, die eine Theorie des Bewusstseins leisten müsse. Der Philosoph Adam Pautz erklärt: „Solange die Befürworter der IIT diese Fragen nicht adressieren, haben sie keine klare Theorie vorgelegt, die man als wahr oder falsch bewerten könnte.“ Der Neurowissenschaftler Michael Graziano, der die konkurrierende Attention Schema Theory vertritt, lehnt IIT als Pseudowissenschaft ab. Er bezeichnet sie als eine „magikalistische Theorie“, die „keine Chance auf wissenschaftlichen Erfolg oder Verständnis“ habe. In ähnlicher Weise wurde IIT kritisiert mit der Behauptungen die Theorie sei „derzeit weder wissenschaftlich etabliert noch überprüfbar“.
Die Neurowissenschaftler Björn Merker, David Rudrauf und der Philosoph Kenneth Williford haben gemeinsam eine Facharbeit veröffentlicht, in der sie mehrere zentrale Kritikpunkte an der IIT formulieren. Erstens bemängeln sie, dass die Theorie nicht zeigt, dass alle Systeme, die Integration und Differenzierung im formalen IIT-Sinn aufweisen, auch tatsächlich bewusst sind. Zwar könnten Systeme mit hoher Integration und Differenzierung die notwendigen Bedingungen für Bewusstsein erfüllen, doch reiche diese Kombination allein nicht aus, um als hinreichende Bedingung für Bewusstsein zu gelten. Zweitens argumentieren sie, dass das Maß Φ eher die Effizienz globaler Informationsverarbeitung widerspiegle als das Niveau des Bewusstseins. Die beobachteten Korrelationen zwischen Φ und verschiedenen Bewusstseinszuständen (z. B. Wachheit, Träumen, traumloser Schlaf, Anästhesie, epileptische Anfälle, Koma) könnten demnach vor allem die Effizienz der Netzwerkinteraktionen widerspiegeln, die für die kortikale Aktivierung erforderlich sind. Daher, so ihre Schlussfolgerung, spiegle Φ vor allem die Effizienz neuronaler Netzwerke wider – und diese Effizienz sei nur eine Funktion unter vielen, die mit Bewusstsein in Verbindung stehen, aber nicht mit Bewusstsein selbst identisch sei.
Ein am 15. September 2023 auf dem Preprint-Server PsyArXiv veröffentlichter offener Brief, unterzeichnet von 124 Wissenschaftlern, forderte, dass die Integrated Information Theory (IIT) als Pseudowissenschaft eingestuft werden sollte, solange sie nicht empirisch überprüfbar ist. In der Folge nahmen mehrere Forscher die Theorie in Schutz und verteidigten ihren wissenschaftlichen Wert. Der Informatiker Hector Zenil äußerte sich ebenfalls kritisch gegenüber IIT sowie gegenüber der seiner Meinung nach ähnlich unwissenschaftlichen Assembly Theory (AT). Seine Kritik stützte sich unter anderem auf eine fehlende Übereinstimmung zwischen Methoden und Theorie in einigen IIT-Publikationen sowie auf die aus seiner Sicht irreführende mediale Darstellung. Er kritisierte die Oberflächlichkeit und verzerrende Wirkung der Berichterstattung, selbst in angesehenen Fachzeitschriften wie Nature und Science. Zudem beanstandete er die verwendeten Testmethoden, etwa den Einsatz von LZW-Kompression zur Messung von Entropie, der von IIT-Befürwortern fälschlicherweise als Hinweis auf Bewusstsein interpretiert worden sei.
Der am 10. März 2025 in Nature Neuroscience veröffentlichte Kommentar mit dem Titel „What Makes a Theory of Consciousness Unscientific?“ wurde von vielen der Unterzeichner:innen des offenen Briefs vom Vorjahr mitverfasst. Darin heißt es, dass „die Kernideen der IIT keine empirische Grundlage haben und metaphysisch – nicht wissenschaftlich – sind“ und es wird Bezug genommen auf „die zentralen Behauptungen der IIT, die wir als unwissenschaftlich einstufen.“